# Vochysia calamana
Vochysia calamana är en tvåhjärtbladig växtart som beskrevs av Stafleu. Vochysia calamana ingår i släktet Vochysia och familjen Vochysiaceae. Inga underarter finns listade i Catalogue of Life.